# Sepia pulchra
Sepia pulchra är en bläckfiskart som beskrevs av Roeleveld och Liltved 1985. Sepia pulchra ingår i släktet Sepia och familjen Sepiidae. IUCN kategoriserar arten globalt som otillräckligt studerad. Inga underarter finns listade i Catalogue of Life.